# Transmetteur d'illusion
Le transmetteur d'illusion utilise deux miroirs paraboliques pour transmettre des illusions trois dimensions d'un objet à l'aide d'une caméra dirigée vers le premier miroir, qui envoie ensuite des signaux vidéo à un projecteur dirigé vers le second miroir. Il est inventé par Valerie Thomas, mathématicienne, physicienne et informaticienne américaine, pour lequel elle reçoit un brevet en 1980. Elle le développe dans le but d'envoyer des images tridimensionnelles à distance, en donnant l'impression qu'elles se trouvent devant le miroir,.